# Marie-Laure Ryan
Marie-Laure Ryan (Ginebra, 1946) es una académica y crítica literaria independiente suiza. Ha escrito varios libros y artículos sobre narratología, ficción y cibercultura, y ha sido galardonada en varias ocasiones por su trabajo.

## Trayectoria
Nació en Ginebra, Suiza, en 1946. Estudió Literatura en la Universidad de Ginebra y en la Universidad Georg August de Gotinga antes de trasladarse a Estados Unidos en 1968, donde cursó estudios de posgrado en la Universidad de Utah, donde obtuvo un máster en Lingüística y Alemán y un doctorado en Francés. Posteriormente obtuvo una licenciatura en Ciencias de la Computación de la Universidad de California en San Diego. En 1999 se convirtió en miembro de la Sociedad de Humanidades de la Universidad Cornell.
Ha trabajado como consultora e ingeniera de software y ha publicado más de cincuenta artículos, traducidos a varios idiomas y dedicados, en particular, al concepto de narrativa digital, la teoría narrativa, la teoría de género, los enfoques lingüísticos de la literatura y la cultura digital, además de impartir numerosas conferencias como invitada.
En Avatars of Story, adopta una definición transmedial de la narrativa basada en premisas cognitivas. Actualmente reside en Bellvue, Colorado, donde trabajó como becaria residente en la Universidad de Colorado de 2009 a 2010 antes de trabajar como becaria Gutenberg en la Universidad Johannes Gutenberg, de 2010 a 2011. Editó la Johns Hopkins Guide to New Media and Digital Textuality con Lori Emerson y Benjamin Robertson, que se publicó en 2014.

## Reconocimientos
- Galardonada con el Premio Anual de 1992 para Académicos Independientes de la Asociación de Lenguas Modernas por Mundos Posibles, Inteligencia Artificial y Teoría Narrativa.[1]
- Galardonada con el Premio Jeanne y Aldo Scaglione 2002 de Estudios Literarios Comparados de la Asociación de Lenguas Modernas por La narrativa como realidad virtual
- 2001-2002 Beneficiaria de la Beca Guggenheim. Proyecto: Cartografía literaria [7]
- Galardonada con el premio Wayne Booth 2017 por su trayectoria, otorgado por la Sociedad Internacional para el Estudio de la Narrativa [8]